# Валлійська марка

Мапа Уельсу 1234
Pura Wallia (незалежні валлійські землі)
Землі Ллівеліна Великого у 1234
Валлійська марка (землі, що управлялись баронами марки)

Валлійська марка (англ. Welsh Marches, валл. Y Mers, середньовічна латинська Marchia Walliae) — традиційна назва областей на кордоні Уельсу й Англії.
У різний час до складу Валлійської марки входили різні території. Великими містами Валлійської марки були Глостер, Херефорд, Честер, Шрусбері, Рексом, Ладлоу.

## Етимологія
Слово «марка», (англ. march) походить, можливо, від дієслова «to march» (марширувати). Обидва слова — французькі запозичення, утворені, найімовірніше, з одного франкського кореня, з'явилися, у свою чергу, з праіндоєвропейської мови: * mereg-, що означає «край», «кордон». Марки — прикордонні території між центрами правління.